# Capnopsis schilleri
Capnopsis schilleri är en bäcksländeart som först beskrevs av Rostock 1892.  Capnopsis schilleri ingår i släktet Capnopsis och familjen småbäcksländor. Arten är reproducerande i Sverige.

## Underarter
Arten delas in i följande underarter:
- C. s. balcanica
- C. s. archaica
- C. s. schilleri

## Bildgalleri

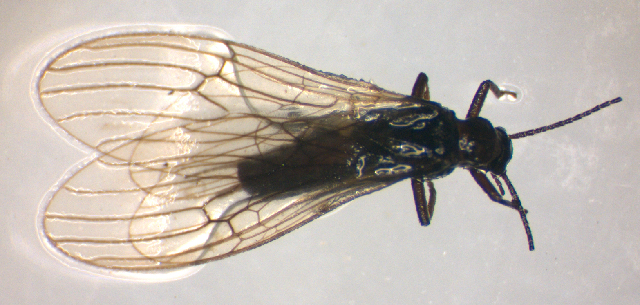